# Margaret Beaufort (1409-1449)
Margaret Beaufort (Westminster, 1409 – 1449) è stata una nobile inglese appartenente alla potente famiglia dei Beaufort, imparentata con la dinastia reale dei Lancaster.

## Biografia
Era l'ultima figlia di John Beaufort, I conte di Somerset, e di Margaret Holland. Nel 1410 il padre morì e la contea passò ai suoi fratelli maggiori, prima ad Henry e poi a John.
Venne allevata insieme ai fratelli, futuri comandanti militari durante la guerra dei cent'anni. Sua sorella Giovanna divenne regina di Scozia sposando Giacomo I di Scozia. A Margaret toccò invece un partito minore ma comunque legato agli interessi politici della famiglia: Thomas de Courtenay, XIII conte di Devon. Ad avvantaggiarsi del matrimonio fu soprattutto suo marito che, non avendo un patrimonio degno del suo rango, poté ricoprire cariche pubbliche redditizie.
La coppia riuscì a vivere nell'agiatezza fino alla morte di John Beaufort e del cardinale Beaufort, rispettivamente fratello e zio di Margaret.
La guerra civile, denominata guerra delle due rose, tra gli York ed i Lancaster, con cui era imparentata Margaret, coinvolse tragicamente sia suo marito che tre dei loro figli. Margaret tuttavia non assistette mai alla loro esecuzione in quanto morì nel 1449.

## Discendenza
Margaret diede al marito otto figli:
- Thomas Courtenay, XIV conte di Devon(1432-1461); supportando la casa dei Lancaster venne catturato dagli York durante la battaglia di Towton e venne condannato a morte;
- Henry Courtenay (?-4 maggio 1466); cercò di venire in possesso del titolo del fratello ma venne condannato a morte per ordine di Edoardo IV d'Inghilterra;
- John Courtenay, XV conte di Devon (c. 1435 - 4 maggio 1471); ereditò il titolo del fratello e venne ucciso nella battaglia di Tewkesbury combattendo per i Lancaster;
- Jane Courtenay (?-?), posò prima Sir Robert Clifford, figlio di Thomas Clifford, VIII Barone de Clifford, e poi Sir William Knyvett che fu Sceriffo di Norfolk e Suffolk. Fu la madre del capitano navale Charles Clifford.
- Elizabeth Courtenay(?-?), sposò Sir Hugh Conway;
- Anne Courtenay (?-?), morì giovane;
- Eleanor Courtenay (?-?), morì giovane;
- Matilda Courtenay (?-?), morì giovane.

## Ascendenza
|                                            |                                 |                                       | Genitori                                    |  |  | Nonni |  |  | Bisnonni                  |  |  | Trisnonni                |  |
|                                            |                                 |                                       |                                             |  |  |       |  |  | Edoardo III d'Inghilterra |  |  | Edoardo II d'Inghilterra |  |
|                                            |                                 |                                       |                                             |  |  |       |  |  | Edoardo III d'Inghilterra |  |  | Edoardo II d'Inghilterra |  |
|                                            |                                 | Isabella di Francia                   |                                             |  |  |       |  |  | Edoardo III d'Inghilterra |  |  |                          |  |
| Giovanni Plantageneto, I duca di Lancaster |                                 |                                       |                                             |  |  |       |  |  | Edoardo III d'Inghilterra |  |  |                          |  |
|                                            |                                 | Filippa di Hainaut                    | Guglielmo I di Hainaut                      |  |  |       |  |  |                           |  |  |                          |  |
|                                            |                                 | Filippa di Hainaut                    | Guglielmo I di Hainaut                      |  |  |       |  |  |                           |  |  |                          |  |
|                                            |                                 | Filippa di Hainaut                    | Giovanna di Valois                          |  |  |       |  |  |                           |  |  |                          |  |
| John Beaufort, I conte di Somerset         |                                 | Filippa di Hainaut                    |                                             |  |  |       |  |  |                           |  |  |                          |  |
|                                            |                                 | Payne De Roet                         | …                                           |  |  |       |  |  |                           |  |  |                          |  |
|                                            |                                 | Payne De Roet                         | …                                           |  |  |       |  |  |                           |  |  |                          |  |
|                                            |                                 | Payne De Roet                         | …                                           |  |  |       |  |  |                           |  |  |                          |  |
| Katherine Swynford                         |                                 | Payne De Roet                         |                                             |  |  |       |  |  |                           |  |  |                          |  |
|                                            |                                 | …                                     | …                                           |  |  |       |  |  |                           |  |  |                          |  |
|                                            |                                 | …                                     | …                                           |  |  |       |  |  |                           |  |  |                          |  |
|                                            |                                 | …                                     | …                                           |  |  |       |  |  |                           |  |  |                          |  |
| Margaret Beaufort                          |                                 | …                                     |                                             |  |  |       |  |  |                           |  |  |                          |  |
|                                            | Thomas Holland, I conte di Kent | Robert de Holland, I barone di Holand |                                             |  |  |       |  |  |                           |  |  |                          |  |
|                                            | Thomas Holland, I conte di Kent | Robert de Holland, I barone di Holand |                                             |  |  |       |  |  |                           |  |  |                          |  |
|                                            | Thomas Holland, I conte di Kent | Maud la Zouche                        |                                             |  |  |       |  |  |                           |  |  |                          |  |
| Thomas Holland, II conte di Kent           | Thomas Holland, I conte di Kent |                                       |                                             |  |  |       |  |  |                           |  |  |                          |  |
|                                            |                                 | Giovanna di Kent                      | Edmondo Plantageneto, I conte di Kent       |  |  |       |  |  |                           |  |  |                          |  |
|                                            |                                 | Giovanna di Kent                      | Edmondo Plantageneto, I conte di Kent       |  |  |       |  |  |                           |  |  |                          |  |
|                                            |                                 | Giovanna di Kent                      | Margaret Wake                               |  |  |       |  |  |                           |  |  |                          |  |
| Margaret Holland                           |                                 | Giovanna di Kent                      |                                             |  |  |       |  |  |                           |  |  |                          |  |
|                                            |                                 | Richard FitzAlan, X conte di Arundel  | Edmund FitzAlan, IX conte di Arundel        |  |  |       |  |  |                           |  |  |                          |  |
|                                            |                                 | Richard FitzAlan, X conte di Arundel  | Edmund FitzAlan, IX conte di Arundel        |  |  |       |  |  |                           |  |  |                          |  |
|                                            |                                 | Richard FitzAlan, X conte di Arundel  | Alice de Warenne                            |  |  |       |  |  |                           |  |  |                          |  |
| Alice FitzAlan                             |                                 | Richard FitzAlan, X conte di Arundel  |                                             |  |  |       |  |  |                           |  |  |                          |  |
|                                            |                                 | Eleonora di Lancaster                 | Enrico Plantageneto, III conte di Lancaster |  |  |       |  |  |                           |  |  |                          |  |
|                                            |                                 | Eleonora di Lancaster                 | Enrico Plantageneto, III conte di Lancaster |  |  |       |  |  |                           |  |  |                          |  |
|                                            |                                 | Eleonora di Lancaster                 | Maud Chaworth                               |  |  |       |  |  |                           |  |  |                          |  |
|                                            |                                 | Eleonora di Lancaster                 |                                             |  |  |       |  |  |                           |  |  |                          |  |